# 安东尼·弗卢
安东尼·弗卢（英語：Antony Garrard Newton Flew，1923年2月11日—2010年4月8日）英国哲学家，属于分析主义和证据主义思想流派，致力于宗教哲学，倡导无神论，博士导师为吉尔伯特·赖尔，他曾在英国牛津大学、阿伯丁大学、基尔大学和雷丁大学以及加拿大多伦多的约克大学教授哲学。他首先区分了强无神论和弱无神论的概念，提出了“没有真正的苏格兰人”谬误。